# 约翰·马丁·舍贝勒

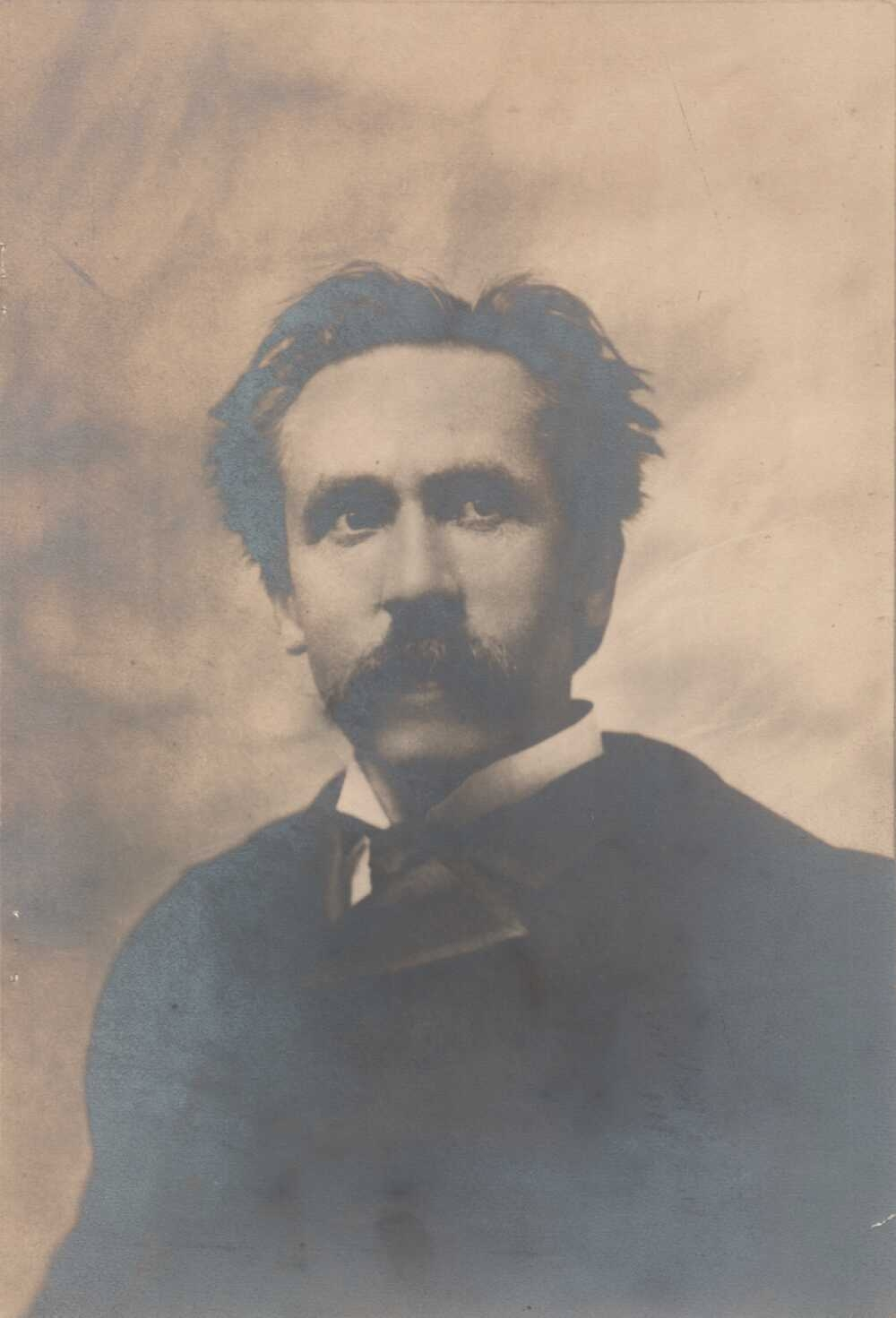
约翰·马丁·舍贝勒

约翰·马丁·舍贝勒（德語：John Martin Schaeberle；1853年1月10日—1924年9月17日），是一名德裔美籍天文学家。

## 传记
他出生在日耳曼邦聯符騰堡王國奧舍爾波恩，1854年婴儿时移民到美国。多数来源称他为约翰·马丁·舍贝勒，但他的家人和朋友称呼他为马丁。
在读完公立学校后，他就进入工厂当起了学徒工，学徒期间对天文学产生了浓厚的兴趣，并决定要继续完成高中学业。后来，他进入密歇根大学成为詹姆斯·克雷格·沃森的学生。1876年作为一名土木工程师从密歇根大学毕业，但却投身于天文事业。1876年至1888年在密歇根大学教授天文学。他拥有自己的私人天文台，并发现了3颗彗星。在1888年他成为了利克天文台首批就职的天文学家之一。
他曾负责了1889年到卡宴、1893年到智利以及1896年到日本的日食观察。他设计的“舍贝勒相机”拍摄了整个日全食期间太阳及日冕的照片。在1896年，他还发现南河三B星，南河三一颗淡淡的伴星。
1898年，詹姆士·愛德華·凱勒接替他成为台长后，他从利克天文台辞职，尽管事实上自上年来他就担任了代理台长一职。经过一段时间的旅行后，他在安娜堡继续从事天文研究，但再没有获得过其他天文台职位。他也是一名运动员和音乐家，一名经常为天文学杂志投稿之人。
舍贝勒在安娜堡去世。在月球和火星上都有以他的名字命名的陨石坑。

## 发现的彗星
- C/1880 G1 (舍贝勒)[3]
- C/1881 N1 (舍贝勒)[3]

## 备注
1. 1 2 3 4  Template:Cite DAB
2. 1 2 3   . . 1920.
3. 1 2  Kronk, Gary W. . . vol. 2: 1800–1899. 2003: 836. ISBN 0521585058.

### 讣告
- Obs 47 (1924) 348 （页面存档备份，存于） (one paragraph)
- PASP 36 (1924) 309 （页面存档备份，存于）